# Go A
«Go_A» (укр. Ґоу_Ей) — український електрофольк гурт. Представники України на пісенному конкурсі «Євробачення-2021» із піснею «Шум», що посіла 5 місце у фіналі й 1 місце у світовому чарті «Spotify Top Viral».

## Історія

### 2012—2015
Уперше ідея створення гурту, який би поєднував сучасну електронну музику з етнічними мотивами, виникла у Тараса Шевченка 2011 року, але йому було складно знайти однодумців. Тому перші спроби у Шевченка були вдома на ноутбуці, а з живими музикантами, робота почалась вже наприкінці 2012 року. Тоді й з'явилась перша пісня «Коляда».

### 2016—2019: «#Ідиназвук»
У листопаді 2016 року вийшов дебютний альбом гурту «Іди на звук» (стилізовано як #Ідиназвук), який видано на лейблі «Moon Records». Того ж року «Go_A» здобули перемогу в конкурсі «The Best Track in Ukraine» і пісня «Веснянка» потрапила в ротацію хвилі «Kiss FM», де шість тижнів поспіль трималася на першій сходинці в хіт-параді «10 Dance», після чого гурт номінували титулом «Kiss FM Відкриття року».
На початку 2017 року «Go_A» записали різдвяний сингл «Щедрий вечір» у співпраці з Катею Chilly. Того ж року гурт брав участь у телеконцерті «Фольк-music» на каналі UA: Перший, де переспівав народну пісню «Коло річки коло броду» з репертуару крячківського ансамблю «Древо».
Навесні 2019 року сингл «Веснянка» потрапив у Топ 10 iTunes Dance chart у Словаччині.

### 2020: Нацвідбір на «Євробачення-2020»

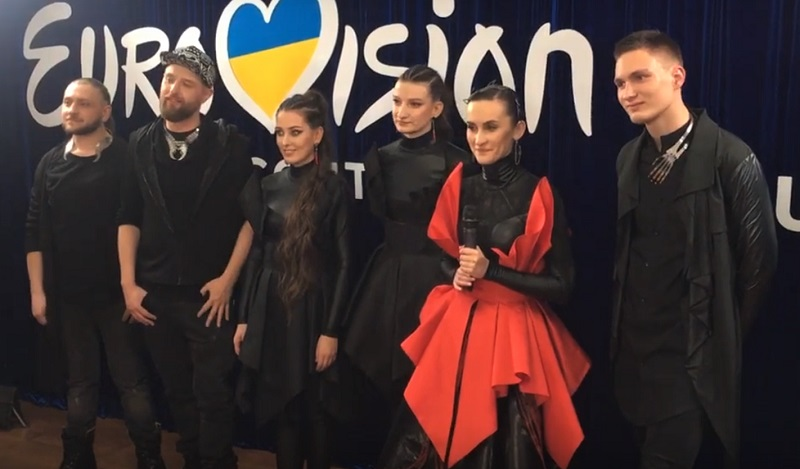
Гурт на національному відборі на «Євробачення-2020»

20 січня 2020 року стало відомо, що «Go_A» братиме участь у Національному відборі на пісенний конкурс «Євробачення-2020». За результатами жеребкування гурт виступив у першому півфіналі нацвідбору, який відбувся 8 лютого та вийшли у фінал. 22 лютого у фіналі нацвідбору гурт з піснею «Соловей» посів перше місце, отримавши найвищу кількість балів за результатами голосування як суддів, так і глядачів. Відтак вони мали представляти Україну на конкурсі в Роттердамі, Нідерланди, у першому півфіналі 12 травня. 18 березня Європейська мовна спілка повідомила, що пісенний конкурс не відбудеться через пандемію коронавірусу, проте того ж дня НСТУ повідомила, що гурт представить Україну на «Євробаченні-2021».

### 2021: Участь у Євробаченні-2021

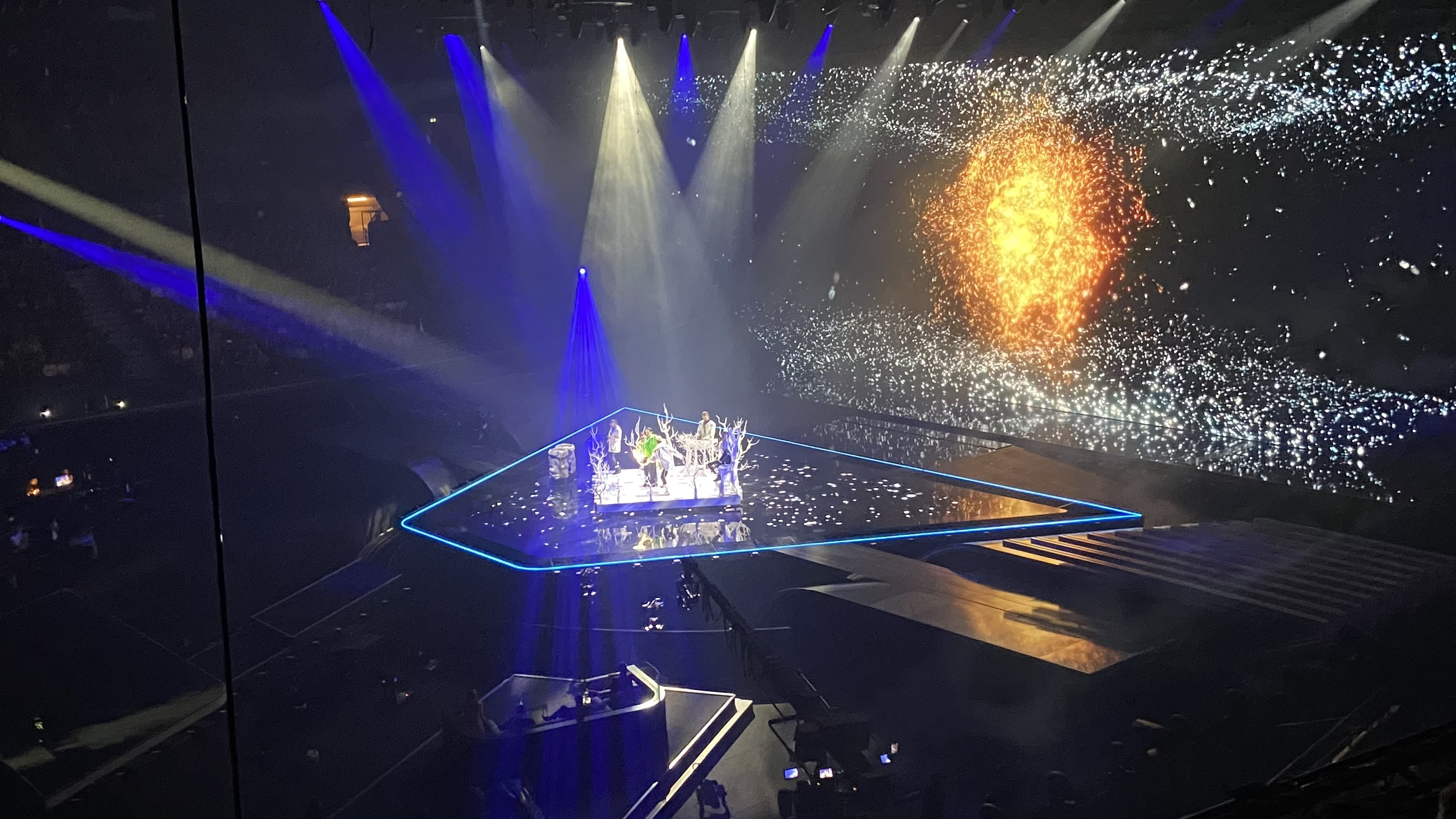
Виступ у півфіналі Євробачення-2021 18 травня 2021

У лютому 2021 року оголосили, що гурт виступить на «Євробаченні-2021» із піснею «Шум», що заснована на українській грі-веснянці «Зелений Шум». Ідея та постановка виступу — Костянтина Томільченка та Олександра Братковського. Костюми створив Дмитро Курята. Гурт Go_А вийшов до фіналу пісенного конкурсу посівши 2-ге місце у півфіналі 18 травня та посів 5-те місце у фіналі 22 травня. За підсумками глядацького голосування гурт посів 2-ге місце (267 балів), а голосування національних журі дало йому 9-те місце (97 балів).
Після завершення Євробачення, гурт почав активно гастролювати Україною та країнами Європи, давши концерти, зокрема у Польщі та Бельгії.

### 2022:Kalyna
У січні 2022 Радіо міжнародного конкурсу "Євробачення" ESC Radio склало рейтинг найпопулярніших пісень ESC Top 250. За результатами голосування пісня українського гурту Go_A "Шум" посіла третє місце.
"Рік почався SHUMно! Відразу два наші треки потрапили до ESC TOP 250 — щорічний рейтинг найкращих пісень за всі часи існування Євробачення! "SHUM" увійшов до трійки найпопулярніших пісень за всю історію конкурсу! А "Solovey" посів 128-е місце"

### 2023: Rusalochki
В червні 2023 року гурт подорожує Європейськими країнами та збирає кошти на підтримку ЗСУ.
 

16 червня 2023 Go_A випускає кліп Rusalochki. Як згадує Катерина Павленко:
Коли почала роботу над цією піснею, мені хотілося розповісти історію, а не просто взяти фольклорний текст і накласти на нього музику. Я дуже заглибилась в минуле людей, яких перемістили із Чорнобильської зони після аварії на ЧАЕС. Для багатьох із них надзвичайно важливим є місце народження. Вони відчувають сильний зв'язок саме з тією землею, в якій поховані їхні предки. Це була величезна техногенна катастрофа, але паралельно ще й трагедія в житті кожної людини, яка втратила свій дім.

Я заглибилася в архів, почала читати книжку Світлани Алексієвич “Чорнобильська молитва” і тема накрила мене настільки сильно, що я дуже довго не могла написати цю пісню. Щоразу з якимись новими й новими даними відбувалось певне переосмислення вже створеного.  
Вже 17 червня гурт виступає з цією піснею наживо, на Pinkpop Festival Ландграаф, Голандія.
24 листопада гурт випуст відео трек "Dumala".

## Склад гурту

### Поточні учасники
- Катерина Павленко — головний вокал (2012 – до тепер);
- Тарас Шевченко – клавішні, перкусіоніст, композитор (2012 – до тепер);
- Ігор Діденчук – сопілкар (2019 – дотепер)[21][22];
- Іван Григоряк – електрогітара (2019 - дотепер)[23].

### Колишні учасники
- Алекса Прозорова — вокал (2012 — 2016);
- Володимир Шолохов — сопілкар, перкусіоніст (2012 — 2016);
- Микита Ефанов — перкусіоніст, диджериду (2012 — 2016);
- Олександр Федоренко — електрогітара (2016 — 2018);
- Кирило Адамович — електрогітара (2018 — 2020)

## Музичний стиль і вплив
Гурт поєднує український автентичний вокал, сучасні танцювальні біти, африканські барабани та гітарний драйв.
Нові релізи гурту поєднували інструменти з різних кутків планети, міксуючи електронну музику зі звуками сопілки, австралійського диджериду, та африканських барабанів.

## Дискографія

### Альбом
| Назва      | Деталі                                                                                   |
| ---------- | ---------------------------------------------------------------------------------------- |
| #Ідиназвук | - Дата: 1 листопада 2016 - Поширення: Moon Records - Формат: Digital download, streaming |

### Сингли
| 2012                                       | «Коляда»                            | —  | Сингл без альбому    |
| 2013                                       | «Пробудження» (feat. Ярослав Джусь) | —  | Сингл без альбому    |
| 2013                                       | «Ой у полі»                         | —  | Сингл без альбому    |
| 2014                                       | «Танула»                            | —  | Сингл без альбому    |
| 2014                                       | «Сонце»                             | —  | #Ідиназвук           |
| 2014                                       | «Купала»                            | —  | Сингл без альбому    |
| 2015                                       | «Перебендя» (feat. Слава Полянцев)  | —  | Сингл без альбому    |
| 2015                                       | «Небо в долонях»                    | —  | #Ідиназвук           |
| 2015                                       | «Жальменіна»                        | —  | #Ідиназвук           |
| 2015                                       | «Іди на звук»                       | —  | #Ідиназвук           |
| 2017                                       | «Щедрий вечір» (feat. Катя Chilly)  | —  | Сингл без альбому    |
| 2019                                       | «Рано-раненько»                     | —  | Сингл без альбому    |
| 2020                                       | «Соловей»                           | 13 | Сингл без альбому    |
| 2020                                       | «Добрим людям на здоров'я»          | —  | Сингл без альбому    |
| 2021                                       | «Шум»                               | 24 | Сингл без альбому    |
| 2022                                       | «Калина»                            | —  | Сингл без альбому    |
| 2023                                       | «Русалочки»                         | —  | Сингл без альбому    |
| 2023                                       | «Ворожила»                          | —  | «Довбуш» (саундтрек) |
| 2023                                       | «Думала»                            | —  | Сингл без альбому    |
| 2024                                       | «Кріп»                              | 32 | Сингл без альбому    |
| «—» означає, що сингл не увійшов до чарту. |                                     |    |                      |

### Відеокліпи
| Рік  | Назва       | Режисер(и)      |
| ---- | ----------- | --------------- |
| 2013 | «Танула»    | Дмитро Суходол  |
| 2021 | «Шум»       | Іван Буянський  |
| 2023 | «Русалочки» | Євген Кирей     |
| 2023 | «Ворожила»  | Денис Захаров   |
| 2024 | «Кріп»      | Варвара Карпова |

## Участь у фестивалях
Учасники «Atlas Weekend» (2021), «Jazz Koktebel», «Ше.Fest» , «Країна Мрій», «ГогольFest», «Kyiv Open Air», «Трипільське коло», «Vedalife», «ART-Пікнік Слави Фролової», «Polyana Music Festival», «Белые ночи vol2», «Стародавній Меджибіж» (2015), «Голосіївська криївка» (2016), та фестивалів у Ізраїлі, Польщі, Білорусі, Бельгії.